# Sensoren nach Messgröße
Sensoren (alphabetisch):
- Abstand: Wegsensor (Entfernungsmessung)
  - Absolutwertgeber
  - Chromatisch-konfokale Abstandsmessung
  - Differentialtransformator
  - Faseroptischer Sensor
  - Induktiver Sensor
  - Inkrementalgeber
  - Kapazitiver Sensor
  - Konoskopische Holografie
  - Laserinterferometer
  - Lasertriangulationssensor
  - Magnetostriktiver Wegaufnehmer
  - Potentiometergeber
  - Radar
  - Lidar
  - Seilzuglängengeber
  - Querankergeber
  - Ultraschallsensor
  - Videoextensometer
  - Wirbelstromsensor

- Beschleunigungssensor

- Bewegungsmelder

- Dehnungssensor
  - Dehnungsmessstreifen (DMS)
    - mit Folien
    - mit Draht
    - Halbleiter-Dehnungsmessstreifen

  - Schwingsaitenaufnehmer

- Drehmomentsensor

- Drehzahlmessung
  - Inkrementalgeber
  - Stroboskop
  - Tachogenerator, Tachometer

- Durchflusssensor
  - Magnetisch-induktiver Durchflussmesser (MIDs)
  - Kapazitiver Durchflussmesser[1]
  - Massendurchflussmessverfahren nach dem Coriolis-Prinzip
  - Ultraschalldurchflusssensor
  - Thermischer Massenfluss-Sensor wie z. B. Luftmassensensor

- Drucksensor
  - Differenzdrucksensor
  - Silizium-Drucksensor
  - Keramischer Drucksensor
  - Barometer (Luftdruckmessgerät)
  - Altimeter (Drucksensor als Höhenmesser beim Altimeter)
  - Tauchcomputer (Drucksensor als Tiefenmesser beim Tauchcomputer)

- Farbsensor

- Feuchtesensoren
  - Coulometrischer Feuchtesensor für Luftfeuchtigkeit
  - Sensoren die nach dem Absorptions-Prinzip für Luftfeuchtigkeit arbeiten
  - Sensoren die nach dem Psychrometrischen-Prinzip für Luftfeuchtigkeit arbeiten
  - Quarzkristall-Mikrowaage
  - Taupunktspiegelhygrometer
  - Tensiometer für Bodenfeuchtigkeit

- Flüssigkeitssensoren
  - Optrode Konzentration von Glucose
  - Enzym-Feldeffekttransistor (ENFET) Konzentration von biologischen Substanzen
  - Clark-Elektrode Konzentration von Sauerstoff (auch in Gasen)
  - Bananatrode Konzentration von Dopamin

- Füllstandsmessung

- Gassensoren
  - Amperometrischer Grenzstrom-Sensor für die Messung von Sauerstoff-Partialdruck
  - Brandmelder
  - Lambdasonde im Auto
  - Wasserstoffmikrosensor detektiert Wasserstoff

- Geophone

- Geschwindigkeitsmessung

- Gewichtsmessung
  - Wägezellen

- Höhenmessung

- Klopfsensor (Vibrationssensor)

- Kraftsensor

- Lagesensor in der Raumfahrttechnik
  - Sternsensor in der Raumfahrttechnik

- Lichtsensor / Optoelektronischer Sensor
  - Fotodiode
  - Fotozelle
  - Bildsensoren:
    - CCD-Sensor(CCD)
    - Super-CCD-Sensor (SCCD)
    - CMOS-Sensor
    - TFA-Sensor

  - Hartmann-Shack-Sensor Messung der Wellenfront

- Näherungsschalter
  - Induktive Näherungsschalter
  - Kapazitive Näherungsschalter
  - Optische Näherungsschalter
  - Lichtschranke
  - Endlagenschalter

- Magnetometer
  - Feldplattenfühler
  - GMR-Sensor
  - Hall-Sensor
  - SQUIDs
  - Wiegand-Sensor

- Oberflächenspannung
  - Tensiometer

- pH-Meter

- Redox-Zelle

- Regensensor an der Autoscheibe

- Sauerstoffsensor

- Schallsensor
  - Mikrofon

- Schichtdickenmessung

- Strahlungsdetektor
  - Golay-Zelle für Terahertzstrahlung

- Stromsensor
  - Hall-Sensor

- Teilchendetektor
  - Halbleiterdetektor

- Temperatursensor (Thermometer)
  - Bimetallthermometer Wärmedehnung
  - Gasdruckthermometer Druck
  - Tensionsthermometer Ausdehnung
  - Pyroelektrischer Sensor (Pyrometer) Wärmestrahlung
  - Thermoelement thermoelektrische Spannung
  - Widerstandsthermometer Widerstandsänderung
    - Heißleiter (NTC)
    - Kaltleiter (PTC)
    - Platin-Widerstandsthermometer z. B. Pt100
    - Nickel-Widerstandsthermometer z. B. Ni100

- Winkelmessung
  - Absolutwertgeber
  - Inkrementalgeber
  - Potentiometer
  - Resolver

## Verweise
1. ↑  Patent  US5672831A: Capacitive flow sensor. Angemeldet am 31. August 1995, veröffentlicht am 30. September 1997, Anmelder: Caterpillar Inc, Erfinder: George Codina et Al.‌